# Gutierre-Muñoz
Gutierre-Muñoz település Spanyolországban, Ávila tartományban. Gutierre-Muñoz Adanero, Pajares de Adaja, Tiñosillos, Orbita és Martín Muñoz de las Posadas községekkel határos. Lakosainak száma 64 fő (2024).

## Népesség
A település népessége az utóbbi években az alábbiak szerint változott:
| Lakosok száma | 137  | 123  | 112  | 100  | 83   | 85   | 83   | 78   | 71   | 64   |
|               | 2001 | 2004 | 2006 | 2009 | 2011 | 2014 | 2016 | 2019 | 2021 | 2024 |